# Järrestads kyrka
Järrestads kyrka eller Sankt Johannes kyrka är en kyrkobyggnad i Järrestad och en av kyrkorna i Simrishamns församling i Lunds stift. Kyrkan har en kyrkogård som inhägnas med järnstaket och kallmur.

## Kyrkobyggnaden
Kyrkans långhus, kor och den runda absiden uppfördes på 1100-talet. På 1400-talet förlängdes kyrkan åt väster och fick ett torn. Kyrkorummet välvdes och fick större fönster. Sedan år 1500 har kyrkans exteriör varit orörd.

## Inventarier
- Predikstolen dateras till år 1635 då Kristian IV var kung.
- Altartavlan är signerad Johan Gustaf Sandberg 1849 och har motivet Getsemane. Den konserverades 1990 av Konservator Herman Andersson AB.[1]

### Orgel
- 1870 byggde Sven Fogelberg, Lund en orgel med 8 stämmor.
- Den nuvarande orgeln byggdes 1937 av M J & H Lindegren, Göteborg och är en pneumatisk orgel. Orgeln har fria kombinationer, fasta kombinationer och registersvällare. Fasaden år från 1870 års orgel.

| Huvudverk I  | Svällverk II        | Pedal           | Koppel    |
| Principal 8´ | Rörflöjt 8´         | Subbas 16´      | I/P       |
| Gedackt 8'   | Salicional 8'       | Principalbas 8´ | II/P      |
| Oktava 4'    | Flûte octaviante 4' | Koralbas 4'     | II/I      |
| Oktava 2'    | Nasard 2 2/3'       |                 | I 4'/I    |
| Mixtur 3 kor | Gemshorn 2'         |                 | II 16'/II |
|              | Crescendosvällare   |                 | II 4'/P   |